# Peter A. Clayton
Peter A. Clayton es un arqueólogo y numismático británico, y ex director editorial de Publicaciones del Museo Británico.
Ha escrito extensamente sobre el mundo antiguo y el antiguo Egipto en particular y ha producido una serie de libros para niños; además es miembro del Comité de Valoración del Tesoro del gobierno británico.

## Publicaciones seleccionadas
- Chronicle of the Pharaohs : the reign-by-reign record of the rulers and dynasties of ancient Egypt. Thames & Hudson, Londres.[2]
- Archaeological sites of Britain. Weidenfeld & Nicolson, Londres, 1976.ISBN 0297771159[3]
- The rediscovery of ancient Egypt : artists and travellers in the 19th century. Thames & Hudson, Londres, 1982.ISBN 0500012849[4]
- The seven wonders of the ancient world . 1990.[5]
- The Valley of the Kings . Wayland, 1995.ISBN 0750214317[6]